# Lust for Life (chanson de Lana Del Rey)
Pour les articles homonymes, voir Lust for Life.
Singles par Lana Del Rey
Love
(2017) Summer Bummer (en)
(2017)
Singles par The Weeknd
Some Way (en)
(2017) Reminder
(2017)
Lust for Life est une chanson enregistrée par la chanteuse américaine Lana Del Rey, chantée en duo avec le chanteur canadien The Weeknd. C'est le second single du cinquième album studio de la chanteuse, sorti le 19 avril 2017, par l'intermédiaire de Polydor Records et Interscope Records. 
Lust for Life a suscité des critiques mitigées de la part des critiques musicaux : certains ont salué sa production sensuelle qui s'éloigne des thèmes mélancoliques et tristes présents dans les œuvres précédentes de Lana Del Rey, tandis que d'autres ont critiqué ses paroles comme étant banales et les vocaux de Weeknd comme des sifflements. "Lust for Life" a fait ses débuts dans le top 100 de plusieurs pays, y compris les États-Unis, où il a culminé à la 64e position, marquant la troisième collaboration entre Lana Del Rey et The Weekend entrant dans le Billboard Hot 100.

## Clip vidéo
La video officielle a été publiée sur la chaîne Vevo de Lana Del Rey le 22 mai 2017. Il a été réalisé par Clark Johnson, qui avait auparavant réalisé la bande-annonce du cinquième album de Lana Del Rey, et le premier single de l'album, Love. Pour donner vie à la même esthétique vintage présente dans la chanson, la vidéo sort en distorsion visuelle de qualité VHS. Le réalisateur souhaitait que la vidéo intègre les mêmes images que celles d'Hollywood des années 50 et 60. Pour la création du signe d' Hollywood, Jackson voulait une photo de nuit exactement comme celle dans les années 1950. Comme le panneau n'est plus éclairé, certains amis et lui ont dû construire une illustration du panneau et de la montagne en papier mâché, en mousse, en grillage, et dans le style de la vieille école, à la manière hollywoodienne, dans son garage. Il a utilisé l’illustration qu’il a développée comme support pour recréer le signe au moyen d’effets 3D dans le clip vidéo original.

### Synopsis et réception
La vidéo commence avec une galaxie, qui se relève être les yeux verts de Lana Del Rey. Chelsea Stone de W Magazine a noté que le vidéo-clip avait une forte ressemblance avec le précédent clip de Lana Del Rey, Love, dans lequel on voyait la chanteuse flotter à travers différentes galaxies. La chanteuse apparaît alors dans un poste de télévision vêtue d’une robe rouge et d’un bandeau, pendant qu’elle exécute une simple routine de danse et chante parmi ses deux danseuses Alexandra Kaye et Ashley Rodriguez à l’arrière-plan,. Pendant que la chanson tourne, Lana Del Rey quitte le décor et traverse une ville illuminée et brillante, puis monte un escalier qui mène au sommet du "H" de l'enseigne Hollywood référencée dans les paroles . En haut du panneau, elle fait la connaissance de The Weeknd, qui l’aide à compléter son ascension vers le "H" du signe de Hollywood. Pendant le deuxième couplet, ils parurent assis sur la lettre tout en appréciant la ville brillante qui se trouvait devant eux sous les étoiles. The Weeknd enlève le serre-tête de la tête de Lana Del Rey et le jette, le transformant en une caravelle en l'air. À la fin de la vidéo, elle glisse sur le "D" du panneau Hollywood et atterrit dans un champ de fleurs orange avec The Weeknd couché à ses côtés, la caméra fait un zoom arrière, montrant la Terre, avec des lumières formant un signe de paix dans l'espace.
Lors de la sortie de la vidéo, certaines critiques ont de nouveau souligné le parallèle entre certaines paroles, images accompagnant la chanson et l'album Lust for Life, et le suicide de l'actrice Peg Entwistle en 1932. Alan Hanson de Uproxx a décrit la vidéo comme un « joli fil cinématographique » et un « conte étrangement plus agréable que celui de Peg's End ». L'éditeur du magazine Crack a également perçu le même parallèle, mais il a reconnu que la mort et le drame étaient un thème commun exploré dans les chansons et les vidéos de Lana Del Rey, et que la chanteuse n'est pas étrangère à "la tradition hollywoodienne, ses chansons s'inspirant fréquemment du glamour et de la tragédie de l'âge d'or du cinéma". Christina Lee d'Idolator (en) a déclaré que les pantoufles rouges dans le clip et le champ de fleurs dans les derniers moments de la vidéo rappellent Le Magicien d'Oz. 

## Performance commerciale
Aux États-Unis, la chanson a fait ses débuts au numéro 36 sur le top 50 des meilleures ventes digitales, seulement une journée après sa sortie. Lors de sa deuxième semaine, le single a intégré le Billboard Hot 100, à la 64e position, devenant la troisième collaboration entre les deux chanteurs à entrer dans ce classement, après Prisoner (en), de l'album Beauty Behind the Madness (2015) et Stargirl Interlude (en), provenant du second album du chanteur Starboy. "Lust for Life" a également fait ses débuts dans le top dix du palmarès Hot Rock Songs du 13 mai 2017, à la quatrième position. En dehors des États-Unis, Lust for Life a atteint le top-40 dans divers pays, dont le Royaume-Uni, où il a fait ses débuts à la 38e position, mais aussi au Canada, où il a atteint la 39e position, en Pologne, où il a atteint la trentième position des classements airplay, en France, où il atteint la 19e position, ou encore en Islande où il atteint 7e position,,,,.

## Classements hebdomadaires
| Classement (2017)                               | Meilleure position |
| ----------------------------------------------- | ------------------ |
| Allemagne (Media Control AG)                    | 65                 |
| Australie (ARIA)                                | 44                 |
| Autriche (Ö3 Austria Top 40)                    | 51                 |
| Belgique (Flandre Ultratop 50 Singles)          | 17                 |
| Belgique (Wallonie Ultratop 50 Singles)         | 22                 |
| Canada (Canadian Hot 100)                       | 39                 |
| Espagne (PROMUSICAE)                            | 76                 |
| Finlande (Suomen virallinen lista)              | 11                 |
| France (SNEP)                                   | 66                 |
| France (SNEP Ventes)                            | 19                 |
| Grèce Digital Songs (Billboard)                 | 3                  |
| Hongrie (Rádiós Top 40)                         | 15                 |
| Irlande (IRMA)                                  | 33                 |
| Islande (Ríkisútvarpið)                         | 7                  |
| Italie (FIMI)                                   | 58                 |
| Nouvelle-Zélande Heatseeker (Recorded Music NZ) | 1                  |
| Pologne Airplay (ZPAV)                          | 30                 |
| Portugal (Associação Fonográfica Portuguesa)    | 61                 |
| Royaume-Uni (UK Singles Chart)                  | 38                 |
| Slovaquie (IFPI Rádio)                          | 24                 |
| Suède (Sverigetopplistan)                       | 29                 |
| Suisse (Schweizer Hitparade)                    | 48                 |
| États-Unis (Hot 100)                            | 64                 |
| États-Unis Rock Songs (Billboard)               | 4                  |